# Erongarícuaro (kommun)
Erongarícuaro är en kommun i Mexiko.   Den ligger i delstaten Michoacán de Ocampo, i den södra delen av landet, 270 km väster om huvudstaden Mexico City. Erongarícuaro ligger vid sjön Lago de Pátzcuaro.
Följande samhällen finns i Erongarícuaro:
- Erongarícuaro
- Jarácuaro
- San Miguel Nocutzepo
- Arocutín
- Lázaro Cárdenas
- Ex-Hacienda de Charahuén
- Yotatiro
- San José Oponguio
- Colonia Revolución
- La Flor de la Esperanza